# Blaha Lujza tér
Blaha Lujza tér è una stazione della metropolitana di Budapest, situata lungo la linea M2.

## Storia
L'inaugurazione della stazione avvenne nell'anno 1970, come tutte le altre stazioni comprese nel tratto fra Deák Ferenc tér e il capolinea orientale Örs vezér tere.
Per permettere la costruzione della metropolitana, nel 1964 è stato demolito il Teatro del Popolo che si affacciava sulla piazza.

## Strutture e impianti
La stazione di Blaha Lujza tér si trova sotto l'omonima piazza, intitolata appunto all'attrice ungherese Lujza Blaha. La piazza è situata all'incrocio fra due importanti strade cittadine, ovvero il viale Rákóczi út e l'arteria Nagykörút.
La piattaforma, centrale con binari ai lati, è collocata ad una profondità di circa 26 metri.

## Interscambi
Nelle vicinanze della stazione effettuano fermata numerose linee urbane automobilistiche, filoviarie e tranviarie, gestite da BKV.
- Fermata tram
- Fermata filobus
- Fermata autobus